# Televisão no Irã
A televisão foi introduzida no Irã em 1958, quando a TVI (Televisão Irã) foi estabelecida em Teerã como um monopólio privado e comercialmente operado, e concedeu uma concessão de cinco anos, repetida por um segundo. Uma filial do sul da televisão Irã, com sede em Abadã, foi criada em 1960. Sua programação incluía programas de perguntas e programas americanos dublados de persa e atraía um público pouco sofisticado. Habib Sabet, Fé bahá'í que era um dos maiores industriais do Irã, foi o fundador da primeira estação de televisão.
Uma rede de televisão nacional separada (NITV), criada em 1966, atendia a um público mais instruído. A TVI foi nacionalizada em 1969, tornando-se um monopólio governamental que empregava cerca de 9.000 pessoas em 1979. A NITV foi então fundida com a Rádio Irã em 1972, formando a Rádio e Televisão Nacional do Irã (NIRT). A programação em cores começou em 1978, embora os Jogos Asiáticos de 1974 tivessem sido transmitidos em cores.
Após a Revolução Islâmica de 1979, o NIRT continuou a existir, mas foi renomeado como "Seda va Sima-ye Jomhouri-e Eslami-ye Irã" (Voz e Visão da República Islâmica do Irã), e conhecido como Islamic Republic of Iran Broadcasting (IRIB) em inglês.
Embora as antenas parabólicas sejam banidas de acordo com uma lei de 1994, o centro de pesquisa da IRIB estima que elas sejam usadas por até 70% das famílias iranianas.
Apesar de estar repetidamente bloqueado, o canal BBC Persian teve uma audiência semanal de 7,2 milhões em 2011. GEM TV é um dos canais por satélite mais populares no Irã. Baseado em Dubai, é transmitido ilegalmente para o país. Farsi1, uma parte do canal satélite de propriedade da News Corporation, que transmite principalmente comédias e dramas de outros países asiáticos e da América Latina, é uma das estações mais populares do país.